# سكين جيب

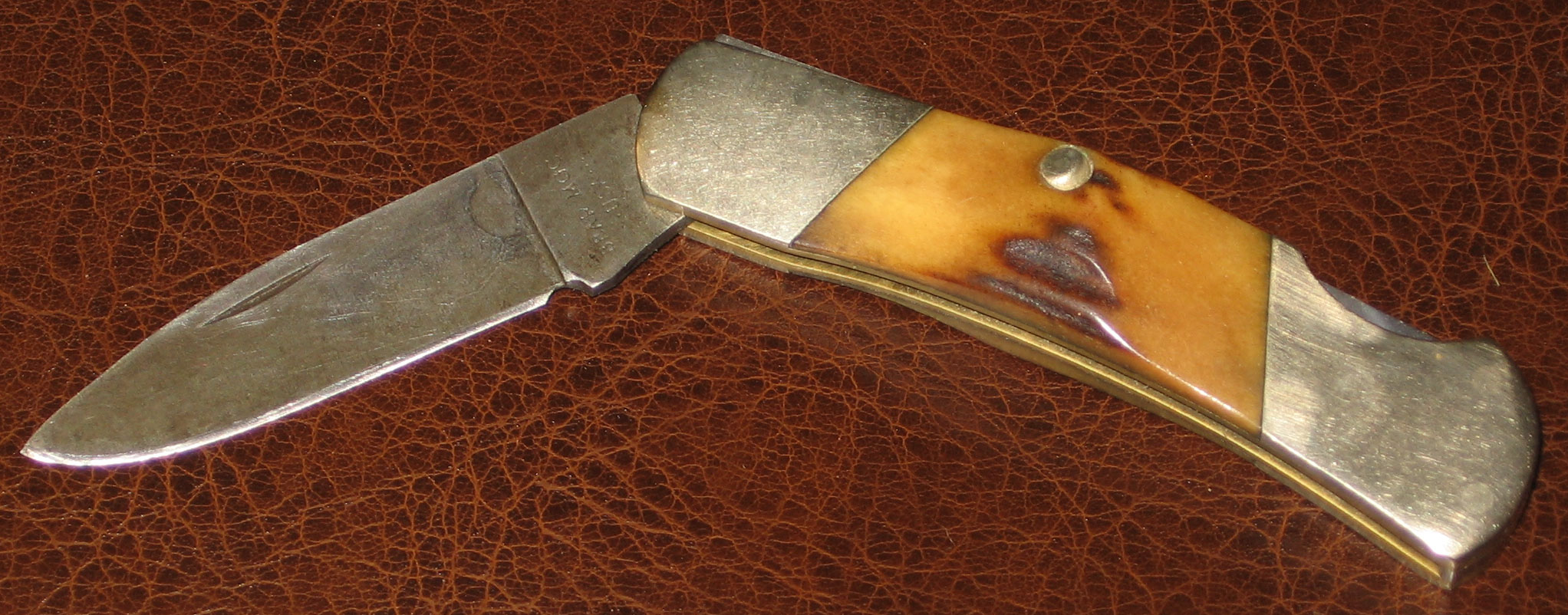
سكين جيب قديمة تفتح بنفض اليد.

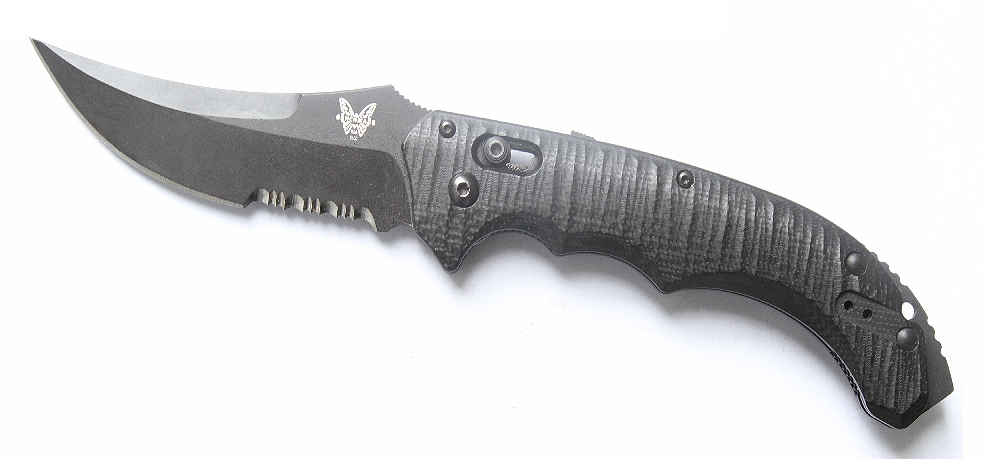
سكين جيب حديثة تفتح بضغط زر في مقبضها.

سكين جيب متعددة الاستعمالات تستخدم في الجيش السويسري.

سكين الجيب أو مطواة أو مِطْوى هي سكين قابلة للطي تحوي شفرة أو أكثر، ويتراوح طولها من 15:5 سنتيمتر حسب طول المقبض وتوضع في الجيب، وهي أداة متعددة الاستعمالات إذ تستخدم في تقطيع الفاكهة وفي فتح مظروف وقطع الخيوط السميكة كما تستخدم في الدفاع عن النفس، وبعض سكاكين الجيب تحوي شفرات إضافية كمبرد الأظافر ومفك البراغي ومقص ومفتاح القناني.